# Elecciones generales de Anguila de 1981
Elecciones generales adelantadas tuverion lugar en Anguilla el 22 de junio de 1981. El resultado fue una victoria para el Partido Popular de Anguilla, el cual ganó cinco de los siete escaños en la Asamblea.